# Слуцький провулок
Слу́цький прову́лок — провулок у Голосіївському районі міста Києва, місцевість Добрий Шлях. Пролягає від Голосіївського провулку до кінця забудови (поблизу провулку Владислава Заремби).

## Історія
Провулок виник на початку XX століття як відгалуження Голосіївського провулку, згодом — 2-й Голосіївський провулок. З 1955 року мав назву Тобольський провулок, на честь річки Тобол. 
Сучасна назву провулок дістав 25 серпня 2022 року, на честь річки Случ.